# صربستان جنوبی و شرقی
صربستان جنوبی و شرقی (به صربی: Southern and Eastern Serbia) یکی از مناطق آماری در صربستان است که ۹ ناحیه در آن واقع شده‌است. صربستان جنوبی و شرقی ۲۶٬۲۵۵ کیلومتر مربع مساحت و ۱٬۵۶۳٬۹۱۶ نفر جمعیت دارد.